# سفارة جورجيا في أذربيجان
سفارة جورجيا في أذربيجان هي أرفع تمثيل دبلوماسي لدولة جورجيا لدى أذربيجان. تقع السفارة في باكو وهي تهدف لتعزيز المصالح الجورجية في أذربيجان.

## وصلات خارجية
- قائمة سفارات جورجيا
- قائمة السفارات في أذربيجان